# بوفالو کالف رود وومن
بوفالو کالف رود وومن، یا زن شجاع، (حدود ۱۸۴۴ – ۱۸۷۹) یک زن از قبیله شمالی شاین بود که در نبرد رزباد (نامی که ایالات متحده به این نبرد داد) در ژوئن ۱۸۷۶، برادر زخمی‌اش، رئیس کامینز این سایتم، را نجات داد. اقدام او باعث شد جنگجویان شاین روحیه بگیرند و در نهایت این نبرد را پیروز شوند. او نه روز بعد در کنار همسرش در نبرد لیتل بیگ‌هورن جنگید. در سال ۲۰۰۵، راویان داستان‌های قبیله‌ای شمالی شاین پس از بیش از ۱۰۰ سال سکوت دربارهٔ این نبرد، اعلام کردند که بوفالو کالف رود وومن ضربه‌ای وارد کرد که سرهنگ جورج آرمسترانگ کاستر را از اسبش به زمین انداخت، پیش از آنکه او کشته شود.

## زندگی‌نامه
در طول نبرد رزباد، شاین‌ها و لاکوتاها که تحت رهبری کریزی هورس متحد شده بودند، در حال عقب‌نشینی بودند و رئیس زخمی‌شان، کامینز این سایتم، را در میدان نبرد رها کردند. ناگهان بوفالو کالف رود وومن با سرعت تمام به میدان نبرد تاخت و برادرش را برداشت و به مکانی امن رساند. این اقدام شجاعانهٔ او باعث شد شاین‌ها روحیه بگیرند و ژنرال جورج کراک و نیروهایش را شکست دهند. به افتخار بوفالو کالف رود وومن، شاین‌ها نبرد رزباد را «نبردی که در آن دختر برادرش را نجات داد» نامیدند.
بوفالو کالف رود وومن همچنین در نبرد لیتل بیگ‌هورن نیز حضور داشت و در کنار همسرش، بلک کایوت، جنگید. در ژوئن ۲۰۰۵، شمالی‌های شاین پس از بیش از ۱۰۰ سال سکوت دربارهٔ این نبرد، خاطرات شفاهی خود را بازگو کردند. راویان قبیله‌ای اعلام کردند که این بوفالو کالف رود وومن بود که ضربه‌ای وارد کرد و کاستر را از اسبش به زمین انداخت، پیش از آنکه او در نبرد لیتل بیگ‌هورن کشته شود. در سال ۲۰۱۷، والاس بیرچام، مدیر خدمات قبیله‌ای شمالی‌های شاین، اشاره کرد که بوفالو کالف رود وومن یک تیرانداز عالی بود، اما او از یک شیء شبیه به چماق استفاده کرد، نه از اسلحه، تا ژنرال کاستر را از اسبش به زمین بیندازد.
پس از تسلیم شدن به ایالات متحده، بوفالو کالف رود وومن، همسرش بلک کایوت و دو فرزندشان به همراه بیشتر شمالی‌های شاین به منطقهٔ شاین‌های جنوبی در قلمرو سرخپوستان (اکلاهما امروزی) منتقل شدند. در سپتامبر ۱۸۷۸، او و خانواده‌اش بخشی از خروج شمالی‌های شاین بودند. در طول راه، همسرش یک رئیس شاین به نام بلک کرین را کشت و خانوادهٔ ۸ نفره‌شان از گروه لیتل وولف اخراج شدند. پس از این اتفاق، بلک کایوت و دو مرد دیگر شاین به دو سرباز آمریکایی در امتداد رودخانه میزپا در مونتانا حمله کردند و یکی از آنها را کشتند. سربازان از فورت کیو آمدند و خانواده را تعقیب کردند و پنج روز بعد، در ۱۰ آوریل ۱۸۷۹، آنها را دستگیر کردند. این رویداد به عنوان حادثهٔ میزپا کریک شناخته شد. گروه کوچک به مایلز سیتی، مونتانا، برده شدند، جایی که سه مرد از جمله بلک کایوت به اتهام قتل محاکمه و در ۸ ژوئن ۱۸۷۹ اعدام شدند. در حالی که همسرش در زندان بود، بوفالو کالف رود وومن در مه ۱۸۷۹ در مایلز سیتی، مونتانا، درگذشت. برخی گفته‌اند که او بر اثر بیماری سل جان باخت. وقتی بلک کایوت از این موضوع مطلع شد، در زندان خود را حلق‌آویز کرد. او همچنین با نام بوفالو کالف تریل وومن نیز شناخته می‌شد.